# Rosalind Belben
Rosalind Belben, född 1941, är en engelsk författare bosatt i Dorset. Hon är ledamot av Royal Society of Literature och hennes roman Our Horses in Egypt vann James Tait Black Award år 2007.